# West London Tram
Il West London Tram è stata una proposta di realizzazione di una linea di tram da realizzare nel corridoio di Uxbridge Road nell'ovest di Londra. Lo schema venne proposto dal Transport for London (TfL), incontrando però l'opposizione dei consigli comunali dei tre borough interessati dal progetto. Pertanto il 2 agosto 2007 esso è stato posposto a data da destinarsi.
Il progetto prevedeva la realizzazione di una linea fra Uxbridge e Shepherd's Bush che sarebbe transitata per Hillingdon, Southall, Hanwell, West Ealing, Ealing e Acton ed avrebbe sostituito le attuali linee 207 e 427 del London Buses, alcune linee locali di bus e la linea 607 express del London Buses. Essa avrebbe poi servito anche la Brunel University.

## Disamina
I tram avrebbero dovuto transitare lungo la congestionata Uxbridge Road da Uxbridge a Shepherd's Bush e sostituire i sovraccarichi servizi dei bus 207, 427 e 607. Ciò avrebbe richiesto la costruzione di marciapiedi a livello, privi di gradino, a tutte le fermate del tram.
A realizzazione completata si sarebbe fatta rivivere la linea tramviaria costruita nel 1904 e che venne poi sostituita da una linea di filobus - numero 607 -, poi sostituita da una linea di bus tradizionali operante ancora oggi.

## Progressi

### Opposizione
Alla linea si opposero le autorità dei borough che sarebbero stati attraversati dalla linea: Ealing, Hammersmith and Fulham e Hillingdon. Essa fu anche l'oggetto della campagna locale Save Ealing's Streets ("Salvate le strade di Ealing"), la cui obiezione principale era che la chiusura al traffico automobilistico della Uxbridge Road avrebbe spostato detto traffico sulle strade residenziali della zona, nonostante la riduzione di esso conseguente alla realizzazione del tram.
La Trolley Buses for West London sostenne che la migliore soluzione sarebbe stata la riproposizione di una linea di filobus, che avrebbe sensibilmente eliminato l'inquinamento senza i gravi disagi prodotti dalla linea tramviaria.
Gli oppositori della linea tramviaria fecero notare gli elevati costi della realizzazione del progetto, anche se un'indagine condotta rivelò che un 30% in più di viaggiatori avrebbe preferito il tram al filobus.

### Risultati della consultazione del 2006
Nell'ottobre 2006 la TfL indisse una consultazione fra 17.000 utilizzatori della linea di bus. Il risultato, ottenuto da persone che avevano già viaggiato in tram, fu che il 46% degli interpellati si disse contro il progetto del tram e solo il 40% si pronunciò a favore, mentre il restante 12% si dichiarò indifferente. Diverso fu il risultato che emerse da quanti non avevano viaggiato in tram; di questi il 39% si dichiarò a favore ed il 37% contro, mentre il 21% si disse indifferente. La maggioranza dei residenti notò che il progetto avrebbe avuto un impatto positivo sulla zona, anche se dissero che i tram avrebbero occupato troppo spazio sulle strade. Circa il 50% dei residenti notò anche che i tram avrebbero ridotto il numero delle auto parcheggiabili lungo la strada, facendo notare così che il progetto era più gradito dai fruitori dei bus che dagli automobilisti. L'unico vantaggio che emerse era la drastica riduzione del numero di bus in circolazione nella zona. I residenti non erano però informati adeguatamente sui benefici dei tram in termini di efficienza, facilità di accesso e uscita. Infatti soltanto il 20% disse di essere informato su questi vantaggi. Fra i residenti emerse poi la convinzione che i tram producessero un maggiore inquinamento acustico, fatto evidenziato dal 49% degli interpellati

### Rimando della decisione
Il progetto venne posticipato indefinitivamente dalla TfL, a seguito della decisione governativa di proseguire con l'attuazione del progetto  Crossrail. TfL si è impegnata a collaborare con i locali borough per accrescere il numero dei bus, creando interscambi con le future stazioni del Crossrail
TfL ha comunque detto che il progetto del tram potrà essere ripreso in considerazione in caso di ulteriore necessità dopo l'entrata in funzione del sistema Crossrail.

## Stazioni proposte
In ordine da ovest:
- Shepherd's Bush metropolitana e stazione ferroviaria
- Shepherd's Bush Market
- Bloemfontein Road
- The Adelaide
- Askew Road
- Bromyard Avenue
- The King's Arms
- Acton Park
- Acton Town Hall
- Acton Square
- Twyford Crescent
- Ealing Common Station
- Ealing Common Park
- Ealing Broadway
- Ealing Town Hall
- St. Leonard's Road
- Northfield Avenue
- West Ealing
- Hanwell Cemeteries
- Hanwell Broadway
- Hanwell Bridge
- Ealing Hospital
- Ironbridge
- Dormer's Wells
- Southall/High Street
- Southall Broadway
- Grand Union Canal
- Disse Garvin
- The Grapes
- Shakespeare Avenue
- Church Road, Hayes
- Lansbury Drive
- Hayes End
- Hillingdon Heath
- Long Lane
- Hillingdon Village
- Greenway for Brunel University
- RAF Uxbridge
- Civic Centre, Uxbridge
- Uxbridge Station